# Terence Tiller
Terence Rogers Tiller, né le 19 septembre 1916 et mort le 24 décembre 1987, est un poète britannique et un producteur de radio.
Né à Truro en Cornouailles, il étudia l'histoire médiévale à l'Université de Cambridge. 
Il rejoignit la BBC en 1946 et y produisit la première adaptation radio du Seigneur des anneaux (1955), puis les œuvres de Mervyn Peake aux ondes. D'autres projets de la BBC l'amenèrent à traduire Pierre le laboureur (Piers Plowman) et Dante.
En tant que poète, il fut publié par Hogarth Press : Poems (1941) et The Inward Animal (1943). Notes for a Myth (1968) et That Singing Mesh, and Other Poems (1979) furent publiés par Chatto and Windus dans la série Phoenix Living Poets. Il publia aussi New Poems 1960 avec Anthony Cronin et Jon Silkin.